# 高山市立日和田小学校
高山市立日和田小学校 （たかやましりつ ひわだしょうがっこう）は、かつて岐阜県高山市に存在した公立小学校。

## 概要
- 旧・大野郡高根村の南東部（日和田・小日和田・留之原地区）の小学校であった。1873年に日和田村に開設された日和田学校を起源とするが、1907年から1956年までは高根小学校の分校であった。1956年に高根小学校から分立し開校。日和田中学校との併設校であり、日和田小中学校とも称した。2008年閉校時の児童数は8人。
- 2022年現在、校舎は飛騨御嶽高原高地トレーニングエリアの施設である「飛騨御嶽高地トレーニングセンター」に使用されている[1]。

## 沿革
- 1873年（明治6年） - 日和田村に日和田学校が開校。
- 1875年（明治8年） - 猪之鼻村、中之宿村、中洞村、池ヶ洞村、下之向村、日影村、上ヶ洞村、阿多野郷村、日和田村、小日和田村、野麦村、大古井村が合併し、高根村が発足。
- 1907年（明治40年） - 高根西尋常小学校に統合され、高根尋常小学校日和田分教場となる。
- 1918年（大正7年） - 高根尋常小学校第四分教場に改称する。
- 1941年（昭和16年）4月1日 - 高根国民学校第四分教場に改称する。
- 1947年（昭和22年）4月1日 - 高根村立高根小学校に第四分校に改称する。
- 1956年（昭和31年）
  - 4月 - 高根小学校第四分校が独立し、高根村立日和田小学校となる。
  - 12月 - 池ノ原[注釈 2]に池ノ原冬季分校を設置する。
- 1973年（昭和48年） - 池ノ原冬季分校を廃止。
- 2005年（平成17年）2月1日 - 高根村が高山市に編入される。同時に高山市立日和田小学校に改称する。
- 2008年（平成20年）3月 - 高山市立朝日小学校に統合され、廃校。